# Endoramularia ulmi
Endoramularia ulmi är en svampart som beskrevs av Petr. 1923. Endoramularia ulmi ingår i släktet Endoramularia, divisionen sporsäcksvampar och riket svampar.   Inga underarter finns listade i Catalogue of Life.